# هیلی پالمر
هیلی پالمر (به انگلیسی: Hayley Palmer) (زادهٔ ۸ مهٔ ۱۹۸۹) شناگر اهل نیوزیلند است.